# Africam Safari
Africam Safari es un parque de conservación de vida silvestre mexicano ubicado a  16.5 km de la ciudad de Puebla, donde los animales deambulan en libertad controlada y en cautiverio. Está acreditado por la Association of Zoos and Aquariums y por la World Association of Zoos and Aquariums.
El parque fue fundado por el capitán Carlos Camacho Espíritu, un empresario, locutor y piloto aviador de Puebla. En sus viajes se hizo de ejemplares con los que formó una colección privada de animales en su residencia. Como era muy visitada, decidió abrirla al público en un sitio donde pudiera acercar la gente a los animales, promoviendo así el aprecio por la fauna, a la vez que los animales estuvieran en condiciones semejantes a su hábitat natural para favorecer la subsistencia y reproducción. Bautizó Africam al parque, por su apellido y el continente africano, lugar de procedencia de la mayor parte de la colección.
Africam Safari abrió el 2 de abril de 1972. Al morir el capitán Camacho el 28 de octubre de 1976, su esposa Louise Wardle de Camacho continuó el proyecto y, al morir ella en 1980, sus ocho hijos se encargaron de operar el parque.
En octubre de 2016, Africam Safari fue anfitrión del Congreso Mundial de Zoológicos y Acuarios WAZA 2016 (WAZA) en la Ciudad de Puebla, México.

## Programas de conservación
Africam Safari fue la primera institución mexicana que pudo reproducir exitosamente al águila real, símbolo de la bandera mexicana.
Ha mantenido especies en serio peligro de extinción, como el lobo mexicano, hoy en día extinto en la naturaleza. También se ha involucrado en programas de conservación de especies como jaguares, leones africanos, ballenas, flamencos, guacamayas, leones marinos y manatíes, entre otros.

### Rescate de elefantes
En junio de 2012, Africam Safari anunció la llegada de nueve elefantes de Namibia, rescatados después de quedar huérfanos por la caza ilegal.

### Rescate de Benito
El 23 de enero de 2024, Africam Safari anunció la llegada de Benito de Chihuahua a Puebla que estaba en condiciones duras.«Jirafa ‘Benito’ sale de Ciudad Juárez rumbo a Africam Safari, en Puebla».

## Secciones y exhibiciones

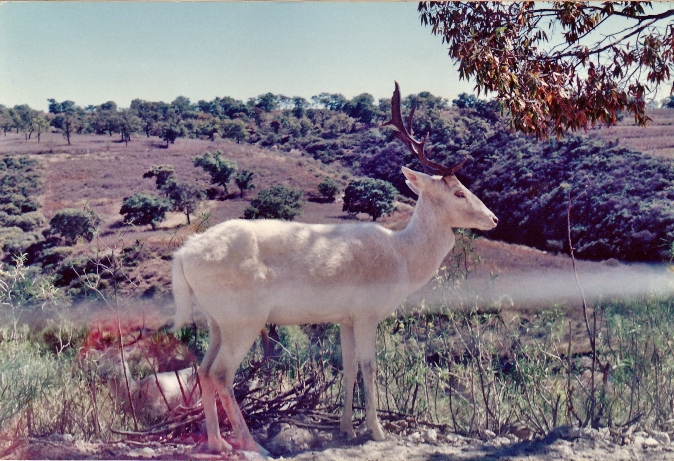
Gamo blanco y vista al hábitat

Safari exhibe más de 2,500 animales de 350 especies distribuidas en diversos ambientes de acuerdo a cada especie.

### Safari
Es la primera sección, donde los animales deambulan libremente en espacios amplios, semejantes a sus hábitats naturales, y se recorre en vehículos, siendo como su nombre lo indica, un safari. Se divide en:
- Delta de Okavango: es la primera área del recorrido, basada en el Delta del Okavango, en Botsuana, aunque también agrupa especies de otras regiones, como Madagascar, los Andes y partes de Asia. Aquí destacan las jirafas reticuladas, los lémures de cuello negro y los de cola anillada, las gallinas de Guinea, Eland común, los impalas, lo mismo que el ganso egipcio, y antílopes sable, y acuático

- Internacional: Esta sección es donde hay animales americanos como: Los borregos muflones, las llamas, tapir centroamericano y capibaras

- Desierto de Kalahari: área basada en el Desierto de Kalahari, en Botsuana, Namibia y Sudáfrica. También hay especies de África Central, la India y el Caribe, tales como la cebra de Grant, el ñu azul, rinocerontes blanco y negro, los antílope Lechwe, y el búfalo cafre,las avestruces, las grullas coronada africana y  de cola blanca y elefantes africanos

- Oasis: esta área no está basada en un área específica del mundo, sino que en los oasis de las selvas tropicales de América, ahí se encuentran guacamayas militar y escarlata, flamencos caribeños y elefantes asiáticos

- Estepa Asiática (parte 1 y 2): área inspirada en la sabana del Estepa euroasiática en Asia, aquí se encuentran los búfalos asiáticos de agua, cebra de Grant y impalas. En la parte 2 se encuentra: antílopes de cuello negro, nilgo y ciervo axis

- Bakuli (parte 1 y 2): área basada en los bosques de Bután, Vietnam y la India, alberga al , al ciervo rojo, y el gamo, oryx cimitarra y al íbice nubiano y al jabalí europeo,. En la parte 2 se encuentra: Borrego de Berbería, cebras de Hartmaan y gacelas de Thomson

- Huasteca: área diseñada conforme la región mexicana de la Huasteca, aquí se encuentran el Oso negro, el venado cola blanca, los pecarís de collar, coyotes y pecarí de collar

- Valle del Rey (parte 1 y 2): área basada en el Serengeti, en Tanzania, alberga a los leones africanos. En la parte 2 se encuentra: dromedarios,  watusis y tapir malayo

- Maun: Área de estacionamiento, cafetería y servicios sanitarios. Aquí se encuentran los hipopótamos, los chimpancés, los osos de anteojos y las hienas moteadas

- Yellowstone: área basada al Parque nacional de Yellowstone, en Wyoming, esta área es hogar del bisonte americano, Grulla canadiense y ganso canadiense y uapití

### Zona de Aventuras
La Zona de Aventuras es la sección del parque que se recorre a pie. Cuenta con las siguientes exhibiciones: 
- Kuhusu: Ahí se encuentran: Tortuga africana, flamenco chileno, Iguana verde y osos hormigueros

- Humedal de Aves: área de las aves, ahí se enmcuentran: pavo real y hocofasían

- Koopie: Se basa en Serengeti, ahí se encuentran: babuinos, madriles y Borrego de Berberia

- Aviario australiano: se basa en el aviario del Outback, ahí se encuentran: rosella, perico auutraliano y pinzón cebra

- Australiana: Ahí se basa en el Outback, ahí se encuuentran dingos, Emú y canguuro rojo

- Depredadores: Ahí se encuentarn: cocodrilo de pantáno, lobo mexicano y el kiosco de reptiles

- Aventura amazónica: Se basa en el Amazonia, ahí se encuentran: jaguares, cocodrilo de pantáno, temazate, Piraña de vientre rojo y murciélago egipcio

- X-MAHANA: Ahí se basa en un insectario,ahí se encuentran: mariposa monarca, mapriposa cebra y Maripoosa blanca de col

- Puercoespín: es el área final del recorrido de pie, ahí te encuentras: cocodrilo del nilo y puercoespín africano

### Safari nocturno
Durante las vacaciones decembrinas, los visitantes pueden permanecer más tiempo en el parque y hacer un recorrido en autobús por la noche. Ciertos animales como leones, tigres, antílopes, rinocerontes, hipopótamos y búfalos están mucho más activos a esas horas.

## Sede en Chile
En septiembre de 2012 se anunció la inversión de 10 millones de dólares para la construcción de un zoológico Africam Safari en Chile, así como el traslado de animales del parque a la nueva sede. El proyecto se inaugurará en 2016.